# Лебедев, Константин Владимирович
Константин Владимирович Лебедев (род. 25 июня 1979, Москва, РСФСР) — российский политический и общественный деятель.

## Биография
Родился 25 июня 1979 года в Москве.
С 1996 года учился в Нефтегазовом институте им. Губкина.
По его словам, работал в рекламном агентстве, которое затем закрылось в кризис 1998 года.
В 1999 году вступил в РКРП-РПК, с этого же года начал принимать участие в протестных акциях.
В 2001 году Лебедев вступил в молодёжное прокремлёвское движение «Идущие вместе» и занял там должность пресс-секретаря. Летом 2004 года Лебедев покинул «Идущих вместе» и осенью того же года стал одним из создателей демократического общественного движения «Смена», в дальнейшем упоминался в качестве лидера этой организации. В составе «Смены» Лебедев принимал участие в событиях Оранжевой революции в Киеве в конце 2004 года. В 2005 году на Украине в конце Майдана он познакомился с Гиви Таргамадзе. В 2006 году работал также в Белоруссии. Кроме этого, представители «Смены» участвовали в митингах в защиту Михаила Ходорковского в мае 2005 года, Маршах несогласных и других акциях.
В 2008 году Лебедев вступил в оппозиционную коалицию «Другая Россия». В том же году был избран депутатом Национальной Ассамблеи. Кроме того, в 2009 году Лебедев упоминался в СМИ как член политсовета московского отделения движения «Солидарность».
В 2011 году Лебедев вступил в Российское социалистическое движение.
В марте 2012 года он был исключён из РКРП-РПК (на тот момент уже РКРП-КПСС) за утерю связи с организацией.
В октябре 2012 года Лебедев являлся одним из кандидатов в Координационный совет оппозиции от курии левых, но не прошёл, набрав около 8 тысяч голосов.

## Болотное дело
18 октября 2012 году в Басманном суде Москвы состоялось слушание по материалам уголовного дела, возбужденного на основании второй части фильма «Анатомия протеста» телеканала НТВ, для определения меры пресечения. Судья Ирина Скуридина санкционировала арест Лебедева сроком на два месяца. По версии следствия, именно он был главным инициатором встреч с представителями иностранных властей (Гиви Таргамадзе). Лебедеву было предъявлено обвинение в подготовке к организации массовых беспорядков. Своей вины Константин Лебедев не признал.
7 ноября 2012 года было заключено соглашение Лебедева со следствием. Иначе, как считал Лебедев, ему грозил десятилетний максимальный срок.
13 февраля 2013 года суд заменил лишение свободы на домашний арест, так как якобы больше у него нет физической возможности уничтожить доказательства, собранные по делу, или надавить на возможных свидетелей, но по-прежнему есть возможность скрыться. Лебедеву изменили меру пресечения потому, что он дал следствию необходимые показания и пошёл на сделку. Принято считать, что именно Лебедев снимал ту встречу с Таргамадзе.
5 апреля 2013 года стало известно о том, что Константин Лебедев полностью признал свою вину, дело направлено в суд и будет рассмотрено в особом порядке.
8 апреля 2013 года состоялось собрание Центрального совета Российского социалистического движения, на котором было принято решение об исключении его из организации, в связи с тем, что «сведения о сотрудничестве Константина Лебедева со следствием подтвердились». Подсудимые Сергей Удальцов и Леонид Развозжаев вину отрицают, они и их сторонники неоднократно говорили, что считают поступок Константина Лебедева предательством, а его показания — оговором.
25 апреля 2013 года Мосгорсуд в лице председателя коллегии Сергея Подопригорова приговорил к 2,5 годам лишения свободы колонии общего режима Константина Лебедева, признав его виновным в организации массовых беспорядков на Болотной площади в столице 6 мая 2012 года. Его взяли под стражу в зале суда, поскольку на стадии следствия он находился под домашним арестом. Лебедев не был этапирован в колонию, так как должен выступить в качестве свидетеля обвинения в суде по делу оппозиционеров Сергея Удальцова и Леонида Развозжаева,
После отбытия заключения Константин Лебедев собирался уехать в путешествие по Латинской Америке и, готовясь к этому, намеревался в колонии учить испанский язык.

## Освобождение
В январе 2014 года адвокат Валерий Лавров заявляет, что Лебедев не получал взысканий в СИЗО Лефортово, поэтому препятствий для его условно-досрочного освобождения нет.
24 апреля 2014 года в Лефортовском суде Москвы были зачитаны положительные характеристики на Лебедева из СИЗО, исходя из которых руководство изолятора не возражает против его УДО. Представитель ФСИН также просил удовлетворить ходатайство. Сам Лебедев заявил, что он сделал соответствующие выводы и отбытого наказания для него достаточно: «Всякое вольнодумство, незаконные действия — все в прошлом».
6 мая 2014 года решением Мосгорсуда Константин Лебедев был освобожден из СИЗО.